# Lakhimpur Kheri (distrikt)
Lakhimpur Kheri (hindi: लखीमपुर खीरी ज़िला, urdu: لکھیم پور کھیری ضلع) er et distrikt i den indiske delstat Uttar Pradesh. Distriktets hovedstad er Lakhimpur.

## Demografi
Ved folketællingen i 2011 var der 4,013,634 indbyggere i distriktet, mod 3,207,232 i 2001. Den urbane befolkningen udgør 11,49 % af befolkningen.
Børn i alderen 0 til 6 år udgjorde 16,06 % i 2011 mod 19,83 % i 2001. Antallet af piger i den alder per tusinde drenge er 943 i 2011.